# Snoopy (stripfiguur)
Snoopy is een fictieve beagle uit de Amerikaanse stripreeks Peanuts, die van 1950 tot 2000 werd gemaakt door Charles M. Schulz. 

## Achtergrond
Snoopy verscheen  als stripfiguur voor het eerst op 4 oktober 1950. In Schulz’ vorige stripserie, Li'l Folks, was al wel een hond verschenen die sterk op Snoopy leek. Hij werd voor het eerst bij naam genoemd in de strip van 10 november 1950. 
Oorspronkelijk wilde Schulz de hond Sniffy noemen, maar hij ontdekte al snel dat die naam reeds gebruikt werd in een andere strip.
In de strips praat Snoopy niet. Gedurende de eerste twee jaar dat hij meedeed in de strip had Snoopy geen tekst. Daarna begon hij zichzelf duidelijk te maken via denkballonnetjes. De andere karakters in de strip kunnen zijn gedachten blijkbaar lezen, daar ze altijd reageren op wat Snoopy denkt.
Sinds november 2015 heeft Snoopy een ster op de Hollywood Walk of Fame.

## Personage
Snoopy is de hond van Charlie Brown, hoewel dit aanvankelijk niet duidelijk was. In de eerste paar strips waarin hij meedeed beschuldigde Charlie Snoopy ervan hem overal te volgen, en werd Snoopy vaak samen gezien met Shermy en Patty.
In de loop der jaren ontwikkelde Snoopy zich langzaam van een "normale" hond naar een meer antropomorfe hond. De eerste stap in deze verandering was toen Snoopy besloot voortaan op het dak van zijn hondenhok te gaan liggen; iets wat tegenwoordig een groot kenmerk is van het personage. Dit gebeurde in de strip van 9 augustus 1951. Tevens ging hij op zijn achterpoten lopen.
Snoopy heeft een sterke fantasie en trekt zich geregeld terug in zijn eigen droomwereld. Het contrast tussen Snoopy's bestaan in een droomwereld en dat van Charlie Brown in de echte wereld is de basis voor de humor en filosofie van een groot deel van de strip. Een bekende dagdroom van Snoopy is dat hij zich inbeeldt de vliegende aas te zijn in zijn Sopwith Camel, die tijdens de Eerste Wereldoorlog strijdt tegen Manfred von Richthofen (de "rode baron"). Hiervoor zet hij altijd een pilotenbril op, doet een sjaal om, en gaat op het dak van zijn hok zitten alsof hij vliegt. Dit gevecht werd in 1966 bezongen door de Amerikaanse rockband The Royal Guardsmen in de hit Snoopy vs. the Red Baron.
Snoopy houdt van pizza en haat kokosnoten. Hij heeft een alter ego genaamd Joe Cool, waarbij hij een zonnebril opzet. Hij is doodsbang voor ijspegels die boven zijn hondenhok hangen.
Snoopy’s verleden werd in de loop der jaren langzaam onthuld. Hij is blijkbaar geboren in de Daisy Hill Puppy Farm. Hij heeft een groot aantal broers, zussen, neven en nichten, waarvan er een paar af en toe ook in de strip opduiken. Hij was tijdelijk eigendom van een meisje genaamd Lila, alvorens door Charlie Brown te worden gekocht.